# Campo de Kalb-Ramond
En física teórica en general y teoría de cuerdas en particular, el campo de Kalb–Ramond es un campo cuántico que se transforma como una dos-forma, es decir, un campo tensorial antisimétrico con dos índices.
Generaliza el potencial electromagnético pero tiene dos índices en vez de uno. Esta diferencia está relacionada con el hecho que el potencial electromagnético se integra sobre la línea de universo unidimensional de la partícula para obtener su contribución a la acción, mientras que el campo de Kalb–Ramond se integra sobre la hoja de universo bidimensional descrita por la cuerda.  En particular, mientras que la acción
para una partícula cargada que se mueve en un potencial electromagnético está dada por 
{\displaystyle -q\int dx^{\mu }A_{\mu }}
la de una cuerda acoplada al campo de Kalb–Ramond tiene la forma
{\displaystyle -\int dx^{\mu }dx^{\nu }B_{\mu \nu }}
Este término en la acción implica que la cuerda fundamental de teoría de cuerdas es una fuente del campo B, del mismo modo que las partículas cargadas son la fuente del campo electromagnético.
El campo de Kalb–Ramond aparece, junto con el tensor métrico y el dilaton, como las excitaciones sin masa de una cuerda cerrada.